# Vasoprotektor
Ein Vasoprotektor (von vas (lateinisch) – Gefäß und protegere (lat.) – schützen) ist ein Arzneimittel, das auf Blutgefäße wirkt. Gemäß dem ATC-Code bilden Vasoprotektoren die Untergruppe C-05 innerhalb der Gruppe C-Blutkreislauf und umfassen Arzneimittel zur Behandlung von Hämorrhoiden, Krampfadern und Präparate zum Aufbau der Kapillargefäße.